# Сармьенто, Бриан
Бриан Оскар Сармьенто (исп. Brian Óscar Sarmiento; родился 22 апреля 1990 года, Росарио, Аргентина) — аргентинский футболист, нападающий.

## Клубная карьера
Сармьенто начал карьеру в клубе «Эстудиантес», но так и не дебютировав за новую команду перешёл в испанский «Расинг» из Сантандера. Летом 2008 года для получения игровой практики Бриан на правах аренды перешёл в «Херес». 21 сентября в матче против «Кордовы» он дебютировал в испанской Сегунде. 16 ноября в поединке против «Алавеса» Сармьенто забил свой первый гол за «Херес». В своём дебютном сезоне он помог клубу выйти в элиту.
Летом 2009 года Сармьенто на правах аренды перешёл в «Жирону». 3 октября в матче против «Уэски» он дебютировал за новую команду. В этом же поединке Бриан забил свой первый гол за «Жирону».
Летом 2010 года «Расинг» в третий раз отдал Сармьенто в аренду, его новой командой стала «Саламанка». 29 августа в матче против «Кордовы» он дебютировал за новый клуб. 15 января 2011 года в поединке против дублёров «Барселоны» Бриан забил свой первый гол за «Саламанку». Летом того же года его контракт с командой из Сантандера истёк и Сармьенто на правах свободного агента вернулся на родину, подписав соглашение с «Расингом» из Авельянеды. 4 сентября в матче против «Олл Бойз» он дебютировал в аргентинской Примере. Из-за высокой конкуренции Бриан играл мало, но помог команде занять второе место в чемпионате. Летом 2012 года Сармьенто расторг контракт с «Расингом» и на правах свободного агента перешёл в «Арсенал» из Саранди. 13 августа в матче против «Атлетико Рафаэла» он дебютировал за новый клуб. «Арсеналу» Бриан помог завоевать Суперкубок Аргентины, но не справившись с конкуренцией покинул команду.
В начале 2013 года Сармьенто перешёл в «Олл Бойз». 17 февраля в матче против «Кильмеса» он дебютировал за новую команду. 6 апреля в поединке против «Индепендьенте» Бриан забил свой первый гол за «Олл Бойз». Летом того же года Сармьенто перешёл в бразильский «Понте-Прета». 4 августа в матче против «Флуминенсе» он дебютировал в бразильской Серии A. Сыграв всего три игры Сармьенто прочно осел на скамейке запасных. Летом 2014 года Бриан вернулся на родину, присоединившись к «Кильмесу». 9 августа в матче против «Росарио Сентраль» он дебютировал за новую команду. 24 августа в поединке против «Дефенса и Хустисия» Сармьенто забил свой первый гол за «Кильмес».
В начале 2015 года Бриан перешёл в перуанский «Реал Гарсиласо». 1 мая в матче против «Кахамарки» он дебютировал в перуанской Примере. 28 июля в поединке против «Спорт Лорето» Сармьенто забил свой первый гол за «Реал Гарлиасо». В начале 2016 года Бриан вновь вернулся в Аргентину, подписав контракт с «Банфилдом». 5 февраля в матче против «Химнасии Ла-Плата» он дебютировал за новую команду. 24 августа в поединке Южноамериканского кубка против «Сан-Лоренсо» Сармьенто забил свой первый гол за «Банфилд».

## Достижения
Командные
 «Арсенал» (Саранди)
- Обладатель Суперкубка Аргентины — 2012

 «Понте-Прета»
- Финалист Южноамериканского кубка — 2013